# Salto de esqui nos Jogos Olímpicos de Inverno de 2018 - Pista longa por equipes masculino
A competição de pista longa individual por equipes masculinas do salto de esqui nos Jogos Olímpicos de Inverno de 2018 foi disputada no Centro de Salto de Esqui Alpensia em Pyeongchang em 19 de fevereiro.

## Medalhistas
|  | NOR Noruega                                                               |  | GER Alemanha                                                |  | POL Polônia                                      |
|  | Daniel-André Tande Andreas Stjernen Johann André Forfang Robert Johansson |  | Karl Geiger Stephan Leyhe Richard Freitag Andreas Wellinger |  | Maciej Kot Stefan Hula Dawid Kubacki Kamil Stoch |

## Programação
Horário local (UTC+9).
| Data            | Horário | Evento    |
| --------------- | ------- | --------- |
| 19 de fevereiro | 21:30   | 1ª rodada |
| 19 de fevereiro | 22:37   | Final     |

## Resultados
12 equipes participam da primeira rodada, sendo que as 8 melhores equipes disputam a rodada final.
| Pos. | Bib                    | País                                                                                         | 1ª rodada               | 1ª rodada                     | 1ª rodada | Rodada final            | Rodada final                  | Rodada final | Total                          |
| Pos. | Bib                    | País                                                                                         | Distância (m)           | Pontos                        | Pos.      | Distância (m)           | Pontos                        | Pos.         | Pontos                         |
| ---- | ---------------------- | -------------------------------------------------------------------------------------------- | ----------------------- | ----------------------------- | --------- | ----------------------- | ----------------------------- | ------------ | ------------------------------ |
| 01   | 12 12–1 12–2 12–3 12–4 | NOR Noruega Daniel-André Tande Andreas Stjernen Johann André Forfang Robert Johansson        | 136.0 133.0 132.5 137.5 | 545.9 141.8 134.6 132.3 137.2 | 1         | 140.5 135.5 132.0 136.0 | 552.6 145.5 139.8 129.7 137.6 | 1            | 1098.5 287.3 274.4 262.0 274.8 |
| 02   | 11 11–1 11–2 11–3 11–4 | GER Alemanha Karl Geiger Stephan Leyhe Richard Freitag Andreas Wellinger                     | 136.0 128.0 134.5 140.0 | 543.9 139.4 124.1 134.5 145.9 | 2         | 134.0 129.0 134.5 134.5 | 531.8 131.7 126.0 135.8 138.3 | 2            | 1075.7 271.1 250.1 270.3 284.2 |
| 03   | 10 10–1 10–2 10–3 10–4 | POL Polônia Maciej Kot Stefan Hula Dawid Kubacki Kamil Stoch                                 | 129.5 130.0 138.5 139.0 | 540.9 128.3 129.8 139.7 143.1 | 3         | 133.0 134.0 135.5 134.5 | 531.5 127.0 134.8 135.3 134.4 | 3            | 1072.4 255.3 264.6 275.0 277.5 |
| 4    | 9 9–1 9–2 9–3 9–4      | AUT Áustria Stefan Kraft Manuel Fettner Gregor Schlierenzauer Michael Hayböck                | 133.5 122.5 127.5 133.5 | 493.7 131.8 109.9 118.0 134.0 | 4         | 126.5 125.5 122.5 136.5 | 484.7 116.7 118.2 111.3 138.5 | 4            | 978.4 248.5 228.1 229.3 272.5  |
| 5    | 8 8–1 8–2 8–3 8–4      | SLO Eslovênia Jernej Damjan Anže Semenič Tilen Bartol Peter Prevc                            | 126.5 125.0 129.5 134.5 | 492.4 118.9 116.5 120.6 136.4 | 5         | 129.5 123.5 122.0 133.5 | 475.4 122.2 111.1 111.0 131.1 | 5            | 967.8 241.1 227.6 231.6 267.5  |
| 6    | 7 7–1 7–2 7–3 7–4      | JPN Japão Taku Takeuchi Daiki Ito Noriaki Kasai Ryoyu Kobayashi                              | 124.0 126.0 124.0 132.5 | 475.5 113.6 117.6 112.2 132.1 | 6         | 123.0 125.0 130.0       | 465.0 110.5 109.8 117.9 126.8 | 6            | 940.5 224.1 227.4 230.1 258.9  |
| 7    | 6 6–1 6–2 6–3 6–4      | OAR Atletas Olímpicos da Rússia Alexey Romashov Denis Kornilov Mikhail Nazarov Evgeni Klimov | 117.5 122.0 115.0 123.0 | 409.6 99.4 108.6 90.6 111.0   | 7         | 114.0 121.5 115.5 122.0 | 400.2 90.1 107.5 93.8 108.8   | 7            | 809.8 189.5 216.1 184.4 219.8  |
| 8    | 5 5–1 5–2 5–3 5–4      | FIN Finlândia Janne Ahonen Andreas Alamommo Jarkko Määttä Antti Aalto                        | 122.5 117.0 118.0 115.0 | 397.5 109.7 97.3 97.6 92.9    | 8         | 120.5 115.5 113.5 118.5 | 392.9 104.6 94.8 89.5 104.0   | 8            | 790.4 214.3 192.1 187.1 196.9  |
| 9    | 3 3–1 3–2 3–3 3–4      | USA Estados Unidos Casey Larson William Rhoads Michael Glasder Kevin Bickner                 | 111.5 107.5 113.0 131.0 | 377.2 85.7 80.4 86.4 124.7    | 9         | Não avançou             | Não avançou                   | Não avançou  | Não avançou                    |
| 10   | 4 4–1 4–2 4–3 4–4      | CZE República Checa Viktor Polášek Vojtěch Štursa Čestmír Kožíšek Roman Koudelka             | 116.0 107.0 111.5 124.0 | 370.1 95.7 78.3 84.6 111.5    | 10        | Não avançou             | Não avançou                   | Não avançou  | Não avançou                    |
| 11   | 2 2–1 2–2 2–3 2–4      | ITA Itália Federico Cecon Davide Bresadola Sebastian Colloredo Alex Insam                    | 102.0 114.0 115.0 122.5 | 364.5 69.7 94.9 94.3 105.6    | 11        | Não avançou             | Não avançou                   | Não avançou  | Não avançou                    |
| 12   | 1 1–1 1–2 1–3 1–4      | KOR Coreia do Sul Kim Hyun-ki Park Je-un Choi Heung-chul Choi Se-ou                          | 102.5 81.5 110.5 115.0  | 274.5 68.8 29.4 83.3 93.0     | 12        | Não avançou             | Não avançou                   | Não avançou  | Não avançou                    |

Legenda
| Recorde mundial      | Recorde mundial (World record)               |                       | Recorde africano                      | Recorde africano (African) |                                           | Q | Classificado por posição (Qualified) |
| Recorde olímpico     | Recorde olímpico (Olympic record)            | Recorde da América    | Recorde da América (Americas)         | q                          | Classificado por melhor tempo (Qualified) |   |                                      |
| Melhor marca do ano  | Melhor marca do ano (World leading)          | Recorde asiático      | Recorde asiático (Asian)              | DNS                        | Não largou (Did not start)                |   |                                      |
| Recorde nacional     | Recorde nacional (National record)           | Recorde europeu       | Recorde europeu (European)            | DNF                        | Não terminou (Did not finish)             |   |                                      |
| Recorde pessoal      | Recorde pessoal do atleta (Personal best)    | Recorde da Oceania    | Recorde da Oceania (Oceania)          | DSQ / DQ                   | Desclassificado (Disqualified)            |   |                                      |
| Recorde da temporada | Recorde da temporada do atleta (Season best) | Recorde sul-americano | Recorde sul-americano (South America) | NM                         | Sem marca (No mark)                       |   |                                      |